# Phường 16, Quận 11
Phường 16 là một phường thuộc Quận 11, Thành phố Hồ Chí Minh, Việt Nam.
Phường 16 có diện tích 0,30 km², dân số năm 2021 là 10.517 người,  mật độ dân số đạt 35.056 người/km².